# Marcelle Ferron
Pour les articles homonymes, voir Ferron.
Marcelle Ferron, née le 29 janvier 1924 à Louiseville et morte le 19 novembre 2001 à Montréal, est une artiste peintre québécoise. Figure importante sur la scène de l’art contemporain du Québec, elle s'est spécialisée au cours de sa carrière dans le vitrail.

## Biographie
Née le 29 janvier 1924, à Louiseville au Québec, Marie Valida Marcelle est la fille du notaire Joseph-Alphonse Ferron et d'Adrienne Caron. Cette famille compte aussi le Dr Jacques Ferron, l'écrivaine Madeleine Ferron et le Dr Paul Ferron.

### Enfance
Dans son enfance, elle découvre la peinture par l'entremise de sa mère qui est morte prématurément d'une tuberculose alors qu'elle n'était âgée que de sept ans. Jeune, elle eut l'occasion de voir sa mère peindre des paysages. Le jour de l'enterrement de sa mère, Ferron raconte qu'elle s'est réfugiée au grenier, là où sa mère se rendait souvent. C'est à ce moment qu'elle trouve les tubes de peinture de sa mère et qu'elle décide de devenir peintre pour suivre ses traces. Cependant, elle fut initiée pour la première fois à la peinture au couvent par les religieuses lors de son adolescence.

### Formation en beaux-arts et les débuts d'une carrière à Montréal
Elle étudie à l'École des beaux-arts de Québec de 1942 à 1944. Elle eut notamment comme professeur l'artiste québécois Jean Paul Lemieux. En raison de différends, Ferron quitte l'École des beaux-arts de Québec et peu de temps après, elle s'installe à Montréal-Sud en quête d'inspiration pour sa peinture. C'est à ce moment qu'elle découvre le travail du peintre Paul-Émile Borduas. Son travail sera une « révélation » pour la jeune artiste selon les mots de Réal Lussier. Elle rencontre par la suite l'artiste et elle le visite plus régulièrement à son bureau de l'École du Meuble, où il enseigne, pour y recevoir commentaires et encouragements. En gravitant autour de Borduas, Ferron rencontre les membres du groupe des Automatistes vers la fin de 1946 selon une lettre que nous rapporte Patricia Smart. Elle devient assez tôt une membre du mouvement d'art des Automatistes, fondé par Paul-Émile Borduas. C'est dans un article de Claude Gauvreau, « L'automatisme ne vient pas de chez Hadès » (1947), qu'elle sera pour la première fois considérée comme une « peintre automatiste ». Elle expose pour la première fois publiquement dans le cadre du 64e Salon annuel du printemps organisé par l'Art Association of Montreal et qui se tient du 20 mars au 20 avril 1947. Elle y présente une peinture intitulée Huile no 8 qui n'est pas connue de nos jours comme le précise Réal Lussier. En 1948, elle cosigne le manifeste Refus global avec d'autres membres du groupe des Automatistes. Ce texte est décisif pour la scène culturelle du Québec. Cependant, elle n'expose avec eux que tardivement, à partir de l'exposition Les étapes du vivant en 1951. Finalement, elle tient sa première exposition en solo à la Librairie Tranquille du 15 au 30 janvier 1949 où elle présente « deux aquarelles, quinze tableaux et cinq sculptures ». Parmi les œuvres exposées en 1949, les peintures Iba, La Souffrance, l'Éros et la Joie, L'Hidalgo dissous, et Tissus aquatiques ou « La vie en fleur entre mes cils » nous sont connues aujourd'hui.

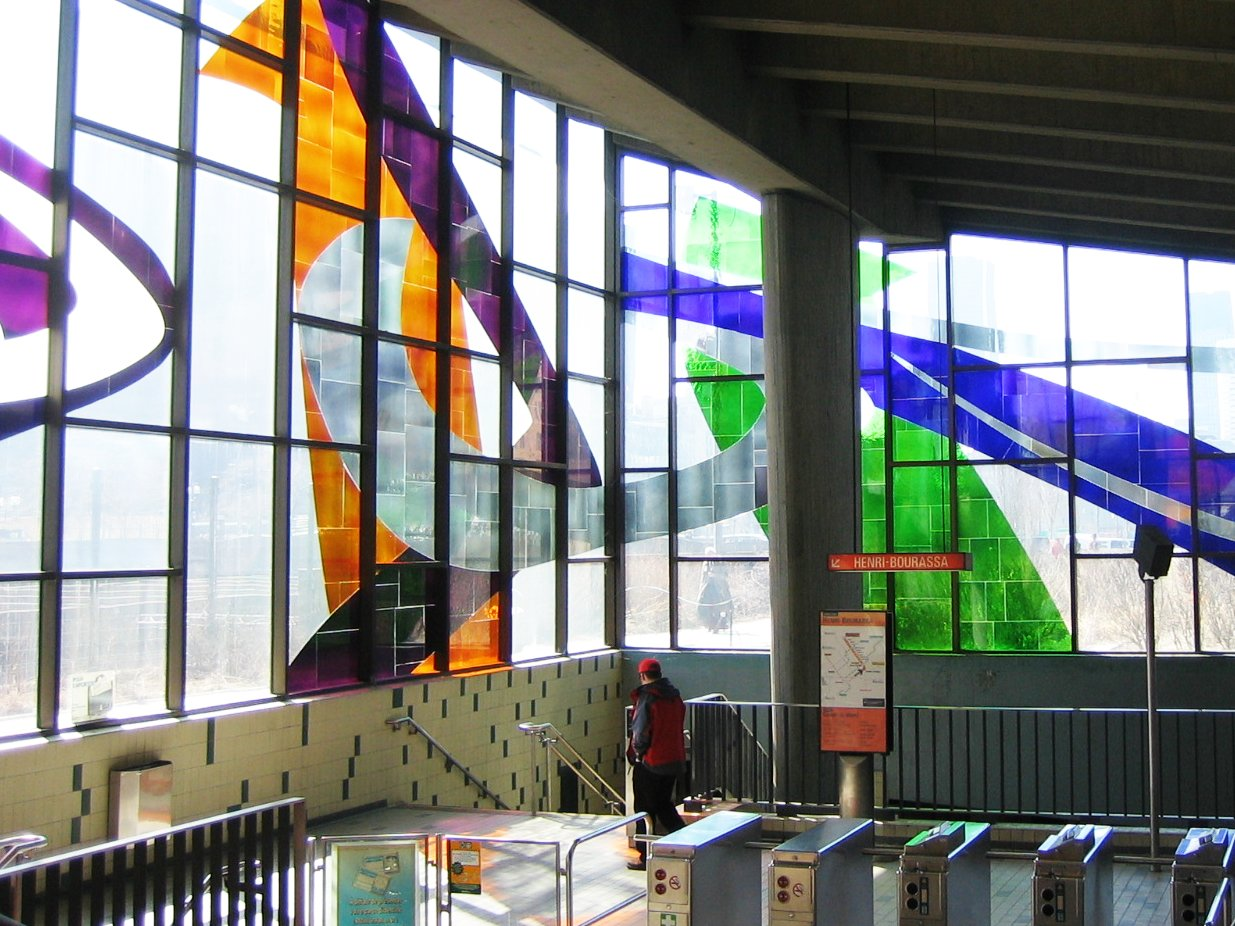
La mezzanine de la station Champ-de-Mars, avec le vitrail Verre-écran de Marcelle Ferron

### Début d'une carrière internationale: les années parisiennes
En 1953, elle s'installe à Paris, où elle produit pendant treize années dans le dessin et la peinture. Elle s'initie à l’art du vitrail à l'atelier de Michel Blum en 1964. De retour au Québec en 1966, elle enseigne à l'Université Laval de 1967 à 1988.
L’un de ses vitraux les plus célèbres est celui de la station de métro Champ-de-Mars de Montréal. C'est l'une des premières œuvres non figuratives à être installée dans le métro. En défiant le style didactique présent des autres œuvres de cette période, elle met en évidence un écart important dans l'art public du métro de Montréal. Ce vitrail est vu comme une dénonciation des politiques artistiques de Robert LaPalme, directeur artistique de l’époque, tout comme un flambeau pour l’Automatisme.
D’autres œuvres peuvent être vues à la station Vendôme, à l’hôpital Sainte-Justine, et au siège social de l'OACI à Montréal ; à la place du Portage à Gatineau au Québec, au tribunal de Granby au Québec et au pavillon Samuel-Bronfman de l'Université Concordia.
Une œuvre située à la bibliothèque de l'Université Bishop's (John Bassett Memorial Library), Lennoxville, a été proposée par le comité du statut de la femme de l'Université. Il s'agit d'un vitrail commémorant les victimes de la tuerie de l'École polytechnique en 1989. Ce vitrail est inauguré le 6 décembre 1991, soit deux ans après les événements.
Elle est la sœur des écrivains Jacques (1921-1985) et Madeleine Ferron (1922-2010) et du médecin et humaniste Paul Ferron (1926-10 août 2007),.

## Honneurs et hommages
- 1961 - Médaille d’argent, Biennale de Sao Paulo
- 1976 - Prix Louis-Philippe-Hébert
- 1983 - Prix Paul-Émile-Borduas
- 1985 -  Chevalier de l'Ordre national du Québec
- 2000 -  Grand officier de l'Ordre national du Québec

- La rue Marcelle-Ferron a été nommée en son honneur, en 2004, dans la ville de Québec.

## Expositions
Les œuvres de Marcelle Ferron font l'objet de plus d'une trentaine d'expositions particulières non seulement à travers le Québec et le Canada mais aussi à Paris, à Bruxelles et à Munich. En 1970, le Musée d'art contemporain de Montréal lui consacrait une grande rétrospective, qui fut également reprise en 1972 au Centre Culturel Canadien à Paris.

## Collections publiques
- Agnes Etherington Art Centre (en)[19]
- Art Gallery of Alberta
- Banque d'art du Conseil des arts du Canada[20]
- Galerie d'art de l'Université Carleton (en)
- Collection d'oeuvres d'art, Université de Montréal
- Musée d'art contemporain de Montréal
- Musée d'art de Joliette
- Musée d'art de Mont-Saint-Hilaire
- Musée des beaux-arts de l'Ontario
- Musée des beaux-arts de Sherbrooke
- Musée des beaux-arts du Canada
- Musée du Bas-Saint-Laurent
- Musée Laurier
- Musée Louis-Hémon
- Musée national des beaux-arts du Québec[21]
- Musée Pierre-Boucher
- La Pulperie de Chicoutimi
- Musée d'art moderne de Sao Paulo
- Musée Stedelijk d'Amsterdam
- Musée Hirshhorn de Washington

## Œuvres

### Peintures
- Triste lyrisme, 1947-48, huile sur toile, collée sur contre-plaqué, 54,7 × 64,8 cm, Musée des beaux-arts du Canada[22].
- L'Hidalgo dissous, 1947, huile sur toile marouflée sur contreplaqué, 55,8 × 68,5 cm, Musée national des beaux-arts du Québec, Québec[23].
- Cerce nacarat, 1948, huile sur toile marouflée sur carton, 52 × 68,4 cm, Musée d'art contemporain de Montréal, acquis en 1979.
- Le Maître d'escrime, 1949, huile sur panneau de fibre de bois, 23,5 x 35,2 cm, Musée national des beaux-arts du Québec, Québec[24].
- L'Éros et la joie, 1953, huile sur toile, 38,3 × 46 cm, Musée national des beaux-arts du Québec, Québec[25].
- Retour d'Italie no 2, 1954, huile sur toile, 72,4 × 91,7 cm, Musée national des beaux-arts du Québec, Québec[26].
- Syndicat des gens de mer, 1954, huile sur toile, 166,5 × 196,8 cm, Musée des beaux-arts du Canada[27].
- Le Signal Dorset, 1959, huile sur toile, 114,2 x 162 cm, Musée des beaux-arts de Montréal, Montréal[28].
- Ronqueralles, 1960, huile sur toile, 129,5 × 195,6 cm, œuvre avec laquelle elle s'est mérité la médaille d'argent à la biennale de Sao Paulo en 1961[29].
- Consonnes sifflantes, 1961, huile sur toile, 161,9 × 130,3 cm, Musée des beaux-arts du Canada[30].
- Ghost Hills, 1962, Huile sur toile, 130 × 195,2 cm, Musée d'art contemporain de Montréal, Montréal[31].
- Kanaka, 1962, huile sur toile, 201,5 × 171 cm, Musée national des beaux-arts du Québec, Québec[32].
- Rousserolle effarvatte, 1962, huile sur toile, 195 x 132 cm, Galerie Leonard & Bina Ellen, Université Concordia, Montréal.
- Ombres palpées, 1963, huile sur toile, 162,8 x 131 cm, Musée des beaux-arts de Montréal, Montréal.
- Sans titre, 1963, huile sur toile, 115,4 x 147,5 cm, Musée national des beaux-arts du Québec, Québec[33].
- Sans titre, 1963, huile sur toile, 50 x 61,4 cm, Musée national des beaux-arts du Québec, Québec[34].
- Arcadia, 1965, huile sur papier collé sur toile, 112 x 156,7 cm, Musée national des beaux-arts du Québec, Québec[35]
- No 64, 1973, huile sur toile, 152,4 x 213,3 cm, Musée national des beaux-arts du Québec, Québec[36].
- No 65, 1973, huile sur toile, 130 x 162,5 cm, Musée national des beaux-arts du Québec, Québec[37].
- Rideau de scène, 1975, huile, gouache et poudre d'or et de cuivre sur carton, 100 x 79 cm, Musée national des beaux-arts du Québec, Québec[38].
- Du trait et de l'espace, 1983, huile sur toile, 70 x 110 cm, Musée national des beaux-arts du Québec, Québec[39].
- Sable, eau et ligne, 1987-1988, huile sur toile, 152,6 x 77 cm, Musée national des beaux-arts du Québec, Québec[40].
- Sans titre 3, 1988, encre et acrylique sur papier, 63 x 51 cm, Musée national des beaux-arts du Québec, Québec[41].

### Sérigraphies
- Chawac, 1969, Sérigraphie, 38/100, 66,5 x 50,7 cm, Musée national des beaux-arts du Québec, Québec[42].

### Vitraux
- [Monument permanent à la mémoire des six millions de victimes juives de l'holocauste = The Permanent Memorial for the Six Million Jewish Martyrs of the Nazi Holocaust], vitrail, 548,64 × 213,36 cm, situé dans le hall d'entrée, 1590 Dr Penfield Avenue, Pavillon Samuel-Bronfman, Université Concordia (campus Sir-George-Williams). Don du Congrès juif canadien[43].
- Verre-écran, 1968, Station métro Champs-de-Mars, Société de transport de Montréal, Montréal[44].
- Sans titre, 1972, verre, 17,7 cm (diamètre), Musée national des beaux-arts du Québec, Québec[45].

### Sculptures
- Sans titre, vers 1990, aluminium et verre, 153,7 x 169,5 x 74 cm, Musée national des beaux-arts du Québec, Québec[46].

### Ouvrages
- Blais, Simon et al. Marcelle Ferron: Monographie. Montréal: Éditions Simon Blais, 2008.  (ISBN 9782980985225)
- Brûlé, Michel. L'esquisse d'une mémoire. Montréal: Les Éditions des Intouchables, 1996.  (ISBN 2921775220)
- Couture, Francine et al. Les arts visuels au Québec dans les années soixante: La reconnaissance de la modernité. Montréal: VLB Éditeur, 1993.  (ISBN 2890055159)
- Ellenwood, Ray, traduction de l'anglais par Jean Antonin Billard. Égrégore: Une histoire du mouvement automatiste de Montréal. Montréal: KÉTOUPA Édition, 2014.  (ISBN 9782924397039)
- Enright, Robert, traduction de Mariève Laneville. Marcelle Ferron: papiers, 1945-2000 = Marcelle Ferron : paperworks, 1945-2000. Montréal : Éditions Simon Blais, 2011.  (ISBN 9782923751016)
- Ferron, Marcelle, correspondance avec Jacques, Madeleine, Paul et Thérèse Ferron ; textes choisis et présentés par Babalou Hamelin ; postface de Denise Landry. Le droit d’être rebelle. Montréal : Boréal, 2016.  (ISBN 9782764624562)
- Lambton, Gunda. Stealing the Show: Seven Women Artists in Canadian Public Art. Montréal : McGill-Queen’s University Press, 1994.  (ISBN 9780773511897)
- Lussier, Réal, avec la collaboration de Rose-Marie Arbour, France Vanlaethem et Louise Vigneault. Marcelle Ferron. Montréal : Musée d’art contemporain de Montréal, 2000.  (ISBN 2551199700)
- Roberge, Gaston. Autour de Marcelle Ferron. Québec: Le Loup de Goutière, 1995.  (ISBN 2921310546)
- Smart, Patricia. Les femmes du Refus global. Montréal: Éditions du Boréal, 1998.  (ISBN 9782890528970)
- Trépanier, Esther, dir. Femmes artistes du XXe siècle au Québec: œuvres du Musée national des beaux-arts du Québec. Québec : Musée national des beaux-arts du Québec /Publications du Québec, 2010. (Collection Arts du Québec)  (ISBN 9782551198573)

### Thèses et mémoires
- Blanchard-Pilon, Jacinthe. Entre la fuite et l'exil : réception, circulation et reconnaissance des artistes non figuratifs du Québec au Musée des beaux-arts de Montréal, au Musée de la Province et à la Galerie nationale du Canada (1955-1960), Mémoire de M.A. (Université du Québec à Montréal). 2016. http://www.archipel.uqam.ca/8466/.
- Millet, Véronique. Vision chromatique et gestualité: le concept de transparence dans les œuvres de Marcelle Ferron, Mémoire de M.A. (Université du Québec à Montréal). 2017. https://archipel.uqam.ca/10946/.

## Filmographie
- Ferron, Marcelle. Réalisé par Monique Crouillère. ONF, 1989, 51 min 17 s. https://www.onf.ca/film/ferron_marcelle/
- Moi, je fais de l'art comme Marcelle Ferron, Réalisé par Jane Curchill. ONF, 2005, 10 min 44 s. https://www.onf.ca/film/moi_je_fais_de_lart_comme_marcelle_ferron/